# قائمة جزر هولندا

هولندا

هذه قائمة جزر مملكة هولندا.

## الجزر الفريزية الغربية(فيبحر وادن)
- نوردرهاكس
- تيسل
- فليلاند
- ريخل
- تيرشخيلينج
- خريند
- أمالاند
- ريف
- إنجلزمانبلات
- شيرمونيكوخ
- سيمونسزاند
- روتومربلات
- روتومروخ
- زاودرداونتيشس

## فيجنوب هولندا
- جزيرة دوردريخت
- خوريه- أوفرفلاكيه
- هوكسي فارد
- آيسلموند
- كاخ وبعض الجزر غير المأهولة في كاخربلاسن
- روزنبورخ
- تينخيميتن
- فورنه-بوتن

## جزر وجزر سابقة فيزيلند
- نيلتشه- يانس، جزيرة اصطناعية
- نورد- بيفيلاند
- سخاون- داوفللاند
- سينت فيليبسلاند
- تولين
- فالشيرين
- زاويد-بيفيلاند

## جزر فيبحيرة آيسلأوبحر الجنوب السابق
- فليفولاند أو فليفوبولدر
- آيسل أوخ
- ماركن
- بامبوس
- فيورتورين آيلند
- فيرينجن، سخولاند وأورك هي الجزر السابقة، وهي الآن جزء من أرض مستصلحة من البحر.
- دي كروبل، وهي جزيرة اصطناعية، شيدت لتكون ملجأً للطيور.

## جزر فيالكاريبي، والمعروفة سابقاً باسمجزر الأنتيل الهولندية
- أروبا
- بونير
- كاميا
- البقرة والعجل
- كوراساو
- الجزيرة الخضراء
- جوانا كاي
- الدجاجة والدجاج
- إنديانسكوب
- جزيرة ماكوكا
- كادسوي
- مفتاح كاي
- كلاين بونير
- كلاين كوراساو
- جزيرة ليتل
- ليتل كي
- لونغ كاي
- مال أبوردر
- ميوتشه
- موليبداي
- جزيرة منى
- جزيرة البجع
- بينسو
- رانشو
- جزيرة روند
- سبأ
- سينت أوستاتيوس
- ساباتي ايلاند
- سانت مارتن (الجزء من الجزيرة المشتركة أيضا مع فرنسا)
- فيليمبيرخ